# Чуваши на Украине
Чуваши на Украине (чув. Украинăри чăвашсем, укр. Чуваші в Україні) — представители чувашской диаспоры, проживающей на территории Украины. По результатам переписи 2001 года в Украине насчитывалось 10593 чуваша, преимущественно в восточных областях и Крыму.

## Динамика численности
Динамика численности чувашей Украины по переписям следующая:
- 1926 — 905
- 1939 — 8 833
- 1959 — 8 925
- 1970 — 13 610
- 1979 — 16 456
- 1989 — 20 395
- 2001 — 10 593

## Расселение
Численность чувашей в регионах Украины по переписи 2001 года:
| Регион                     | Численность |
| Автономная республика Крым | 2171        |
| Донецкая область           | 1293        |
| Луганская область          | 1060        |
| Днепропетровская область   | 781         |
| Запорожская область        | 600         |
| Харьковская область        | 560         |
| Одесская область           | 535         |
| м. Севастополь             | 508         |
| м. Киев                    | 340         |
| Херсонская область         | 309         |
| Николаевская область       | 300         |
| Киевская область           | 255         |
| Полтавская область         | 243         |
| Кировоградская область     | 184         |
| Житомирская область        | 157         |
| Хмельницкая область        | 152         |
| Черкасская область         | 151         |
| Сумская область            | 147         |
| Винницкая область          | 146         |
| Львовская область          | 139         |
| Черниговская область       | 124         |
| Закарпатская область       | 114         |
| Ровненская область         | 80          |
| Ивано-Франковская область  | 72          |
| Волынская область          | 66          |
| Черновицкая область        | 56          |
| Тернопольская область      | 50          |
| Украина                    | 10593       |
|                            |             |

## Язык
Родной язык чувашей Украины по переписи 2001 года:
- русский — 7636 (72,1%)
- чувашский — 2268 (21,4%)
- украинский — 564 (5,3%)
- другие — 28 (0,3%)

## Организации и общества
Общественная организация "Чувашское землячество в Украине". Основана в 2017 году и  занимается сохранением и лелеем среди чувашей Украины чувашского языка и традиций, а также восстановление и поддержка связей с исторической родиной. Основательницей землячества является Надежда Ивановна Лесная. Самым известным мероприятием Чувашского землячества в Украине является сооружение в Остре памятного знака на месте гибели основателя современной чувашской поэзии Мишши Сеспеля. На протяжении многих лет члены землячества заботятся об этом памятном знаке, а также могиле художника. Ежегодно 16 ноября, устраивают мероприятия, с участием местных властей, в честь Мишши Сеспеля.
Землячество известно своей критикой национальной политики Украины в 2017-2018 годах, и не раз обвинялось представителями других диаспор коренных народов Поволжья в лоббировании интересов Российской Федерации на территории Украины. В частности, 1 декабря 2018 г. председатель Чувашского землячества в Украине Н. Лисова заявила, что чувашская община лишена возможности изучать родной язык. От имени чувашской диаспоры Лисова выразила сожаление, что в Украине отсутствуют чувашские воскресные школы, а чувашский язык как отдельная дисциплина не изучается в высших учебных заведениях. В ответ на это заявление соучредитель «Свободного Идель-Урала» Сырес Боляень обратился к Надежде Лисовой с предложением выбрать одно из известных произведений чувашской литературы и озвучить его в профессиональной студии звукозаписи. Также Сырес Боляень заверил в готовности "Свободного Идель-Урала" покрыть все расходы на аренду студии звукозаписи и оплату услуг звукорежиссера. Однако председатель Чувашского землячества в Украине Надежда Лисова отказалась поддержать инициативу г-на Боляень по записи аудиокниги на чувашском языке.
Чувашское землячество в Украине имеет две ячейки: в Киеве, Чернигове, Херсоне и Черкассах.
В 2019 году землячество возглавил Михаил Люллин.